# Myślimir
Myślimir – staropolskie imię męskie, złożone z członów Myśli- ("myśleć") i -mir ("pokój, spokój, dobro"). Być może oznaczało "tego, który obmyśla pokój" albo "tego, który myśli o pokoju".
Myślimir imieniny obchodzi 14 kwietnia i 29 kwietnia.